# Pan (revue)
Pour les articles homonymes, voir Pan (homonymie).
La revue allemande Pan a été créée en avril 1895 à Berlin par une coopérative d'écrivains et d'artistes. Avec Jugend, cette revue illustrée, qui embrasse toutes les formes d'art, représente l'un des fleurons graphiques du Jugendstil. Le titre disparaît en 1915.

## Histoire du support

### Une coopérative d'envergure européenne
Fin 1894, alors que les tenants de la Sécession de Munich commencent à faire parler d'eux, le journaliste et romancier Otto Julius Bierbaum (1865-1910), le poète Richard Dehmel, les historiens d'art Julius Meier-Graefe, Alfred Lichtwark (1852-1914), et Eberhard von Bodenhausen (1868-1918), décident de fonder une coopérative (Genossenschaft) d'édition dont le but est de publier une revue d'art et de littérature ouverte au modernisme et comprenant des illustrations de haute tenue. Toute l'organisation de la revue Pan repose sur cette structure participative qui accepte de gagner peu et de sacrifier tout à la qualité de l'objet imprimé. Un appel à souscription est lancé dans la foulée et la somme de 500 000 marks est réunie, correspondant à environ un millier d'abonnements. Le premier numéro sort en avril 1895, datée avril-mai, sous une couverture grise illustrée d'une tête stylisée représentant le dieu Pan, dessinée par Franz Stuck : ce motif sera décliné jusqu'à la fin de la première période. La première livraison fait 52 pages sans compter des gravures en hors-texte, mais dès le numéro suivant Pan double de volume. L'impression, sur papier Japon, est principalement effectuée à Leipzig chez W. Drugulin, mais certaines images tirées en zincographie,  glyptographie et en héliogravure nécessitent divers fournisseurs situés à Paris et Berlin — dont la Otto Felsing Druckerei —, où est situé d'ailleurs le siège de la rédaction, au 4 de la Schillstrasse.
Outre les cinq fondateurs originaux pré-cités, la coopérative se compose à son lancement des personnalités suivantes : Adolf Bayersdorfer, Reinhold Begas,  Wilhelm Bode, Arnold Böcklin, Edward Burne-Jones, Holger Drachmann, Arne Garborg, Richard Graul (de), Hans Grisebach, Max Halbe (de), Otto Erich Hartleben (de), Ludwig von Hofmann, Leopold von Kalckreuth, Albert Keller, Harry Kessler, Fernand Khnopff, Max Klinger, Karl Köpping, Gotthardt Kuehl, Max Liebermann, Detlev von Liliencron, Rudolf Maison (de), Gabriel Max, Richard Muther, Georg von Ompteda (de), Wilhelm von Polenz (de), Stanisław Przybyszewski, Félicien Rops, Woldemar von Seidlitz, Franz Skarbina, Franz Stuck, Fritz von Uhde, William Unger (1837–1932), Wilhelm Weigand (de), Karl Woermann.
Une majorité de critiques et de peintres allemands donc, mais à noter la présence de Scandinaves, d'un Polonais et de deux artistes belges (Khnopff et Rops), déjà en lien avec l'école moderniste de Munich. Burne-Jones permet de faire le lien entre le courant Arts & Crafts et le mouvement symboliste, dont l'esprit hante les premiers numéros.
Quant au bureau de la rédaction, il est placé sous la direction de Bierbaum et Meier-Graefe, lesquels s'entourent de Bodenhausen, Dhemel, Theodor Fontane, Grisebach, Hans Wolfgang Singer (1867-1957), et Seidlitz. Les correspondants étrangers sont, à Munich, Hermann Eichfeld (de) (1845-1917) ; à Anvers, Pol de Mont et à Bruxelles, la société L'Art ; en Finlande, Louis Sparre ; en Norvège, Andreas Aubert ; en Suède, Karl Wålhin ; et en Italie, un certain docteur Harck. Les sociétaires de Pan purent également ouvrir des bureaux à Vienne, à Zurich, et, via Eugénio de Castro, au Portugal. Des négociations furent menées pour nouer des liens avec Londres, Glasgow, New York et Chicago.
En France, c'est par le biais de Paul Fort que le contact est établi avec Maurice Dumont, fondateur de la revue  L'Épreuve, Journal-Album d'art qui accepte dès le mois d'avril d'héberger à l'intérieur de son supplément, L'Épreuve littéraire, la revue Pan dans sa version française, laquelle est placée sous la direction d'Henri Albert qui possède sa propre adresse. Cette édition compte 4 livraisons en tout et contient des textes et des illustrations spécifiques,. 
Ce maillage international, doublé de coéditions localisées, est assez unique dans l'histoire des revues de cette époque.

### Pan: première période (1895-1900)

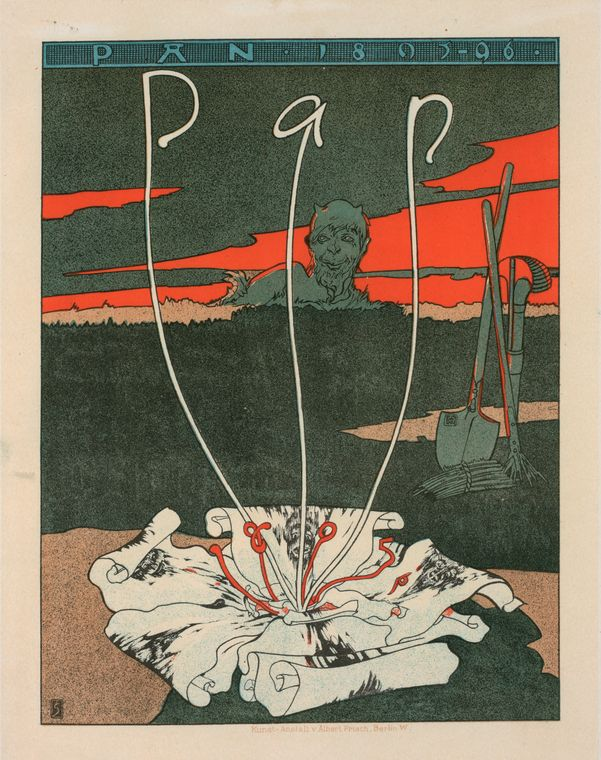
Affiche promotionnelle par Joseph Sattler (lithographie, 1895).

La précédant d'une année, Pan se situe au départ à peu près dans la même lignée éditoriale que la revue Jugend dont elle a partagé les collaborateurs comme Otto Eckmann, s'ouvrant cependant davantage aux arts graphiques et aux artistes européens. Certains dessinateurs se retrouveront aussi dans le magazine satirique Simplicissimus fondé par Albert Langen, éditeur qui fit d'ailleurs passer des annonces dans Pan.
Au moment du lancement, Joseph Sattler est chargé d'une affiche promotionnelle, laquelle sera reprise dans Les Maîtres de l'affiche.
Entre 1895 et 1900, il y eut 21 livraisons publiées comprenant un total de 225 hors-textes — dont 100 gravures originales, souvent en couleurs — produites à partir de procédés traditionnels comme la gravure sur cuivre : Pan réussit, durant cette première période, à intéresser plus d'un millier d'abonnés qui payaient un minimum de 75 marks par an pour recevoir l'édition comprenant les gravures : en comparaison, Jugend coûtait seulement 24 marks par an. Pan fut la revue allemande la plus chère de son époque. Arrivé en septembre 1895, le banquier et mécène Karl von der Heydt contribue grandement au financement de plus en plus élevé de Pan : celui-ci collectionnait les œuvres d'Auguste Rodin et fut l'ami de Rainer Maria Rilke.
Cette première période est dominée par les figures d'Otto Julius Bierbaum et Julius Meier-Graefe, qui, au bout de trois numéros, démissionnent. Il semble que l'origine du conflit soit une lithographie de Toulouse-Lautrec, qui aurait divisé le comité. L'année 1895 voit la parution de cinq numéros, sortis respectivement en avril, juin, septembre et décembre. Sur le plan littéraire, la figure centrale est Friedrich Nietzsche : des fragments du Zarathoustra sont publiés en feuilleton, illustrés par Hans Thoma et Axel Gallen, futur membre de Die Brucke. On trouve aussi des poèmes directement en français de Stéphane Mallarmé et de Paul Verlaine. Les rédacteurs mélangent l'art visuel, la poésie, le théâtre et la musique, en un apparent désordre : au fil des années, les choses vont se structurer.
En décembre 1895, un nouveau comité éditorial est élu avec Wilhelm Bode, Eberhard von Bodenhausen, Cäsar Flaischlen (de), Richard Graul (de), Hartleben (de), Harry Kessler, Karl Köpping, Lichtwark, et Seidlitz. Cette équipe resta la même jusqu'en 1898, puis s'ajoutèrent Ludwig von Hofmann et Max Liebermann. L'imprimeur est désormais Friedrich Fontane, installé à Berlin. L'adresse de la revue devient le 45 Mohrenstrasse, avant de devenir le 44 Kurfürstenstrasse. 
Il n'y a pas vraiment d'annonces publicitaires mais des encarts qui correspondent sans doute à des échanges : pour Albert Langen, puis surtout pour la société éditrice de la revue, F. Fontane & Co., ou des avis de publication concernant des essais ou des revues d'art, etc.
En général, un seul artiste est chargé de toutes les vignettes par numéro, le choix se portant sur des créateurs membres de la coopérative. L'ensemble des cahiers est généralement imprimé en noir avec de rares passages en bichromie. Il existe une grande variété typographique, le style fraktur étant peu à peu abandonné. 
En 1898, Pan se fait l'écho des débuts de la Berliner Secession : de nombreux membres ont déjà été publiés par la revue ou sont adhérents. En octobre, y paraît la célèbre estampe de Peter Behrens, Kuss.
Les deux derniers numéros de 1899 réduisent leur pagination : le 15 juillet, la coopérative décide d'arrêter la revue, faisant le constat que la structure participative ne comprend plus que 500 souscripteurs.

### Pan: deuxième et troisième période (1910-1915)
Le marchand d'art et mécène allemand Paul Cassirer fonde à Berlin en 1901 Verlag Paul Cassirer : en 1908, absorbant la maison d'édition de son cousin Bruno Cassirer, il crée la Pan-Presse, spécialisée dans l'édition d'estampes lithographiées et sur cuivre,. 
Paul Cassirer reprend le titre de la revue Pan qui était en sommeil depuis 1900, et décide de le relancer sous une forme bimensuelle : y collaborent les écrivains et artistes Frank Wedekind, Georg Heym, Ernst Barlach, Max Brod, Robert Walser et Franz Marc, entre autres. Julius Meier-Graefe produit dans le numéro inaugural un bilan sur Pan première période. Wilhelm Herzog est associé à la rédaction et Paul Raabe y signe un essai remarqué sur l'expressionnisme. L'expérience dure moins de deux années et 19 numéros, tous imprimés à Berlin. Le format n'est plus du tout le même : c'est une revue de textes et non illustrée.
En 1911, la revue reparaît sous un format hebdomadaire sous la direction éditoriale d'Alfred Kerr (qui rédige pratiquement seul à partir de juin 1913), jusqu'à sa disparition en 1915, durant la Première Guerre mondiale, après avoir publié 81 numéros, également imprimés à Berlin.
Après guerre, Paul Cassirer tente de relancer Pan-Presse via l'imprimeur d'art Otto-Felsing-Drucherei, mais l'opération échoue du fait de la crise.